# Zafar Machmadow
Zafar Mirnazarowicz Machmadow (ros. Зафар Мирназарович Махмадов, ur. 21 kwietnia 1987) – rosyjski judoka.
Uczestnik mistrzostw świata w 2010. Startował w Pucharze Świata w latach 2007-2010 i 2012. Brązowy medalista mistrzostw Europy w 2012, a także w drużynie w 2007. Drugi na uniwersjadzie w 2013 i trzeci w 2011 roku.